# Euproctis apoblepta
Euproctis apoblepta är en fjärilsart som beskrevs av Collenette 1953. Euproctis apoblepta ingår i släktet Euproctis och familjen tofsspinnare. Inga underarter finns listade i Catalogue of Life.